# Claus Görtz
Claus Görtz (* 1963 in Neumünster) ist ein deutscher Bildhauer.

## Leben
Claus Görtz wuchs in Lübeck auf. Er machte eine handwerkliche Ausbildung, arbeitete als Musiker und wandte sich dann als Autodidakt der Bildhauerei zu. 1991 gründete er das Atelier Kunst & Design. 1996 trat er der Ateliergemeinschaft Wunderwerkstatt bei. Seit 2000 wohnt und arbeitet Claus Görtz in Schattin südöstlich von Lübeck auf der mecklenburgischen Seite der Wakenitz. Seit 2002 veranstaltet die von ihm mitbegründete Schattiner Künstlergemeinschaft hier jährlich ein Kunstfest. Seit 2006 ist er Mitglied der Gemeinschaft Lübecker Maler und Bildhauer e.V., und seit 2007 unterrichtet er als Dozent an der Kunstschule der Gesellschaft zur Beförderung gemeinnütziger Tätigkeit Kurse für Stein- und Holzbildhauerei. Seine Arbeiten zeigen zumeist menschliche Figuren.

## Werke im öffentlichen Raum
- Fiete. Der letzte Matrose der Passat 2004, Lübeck-Travemünde, Am Priwallhafen 16a[1]
- Der Sonntagsspaziergang 2008, Lübeck, Wallstraße 23–27[2]
- Grenzen überwinden 2008, an der Wakenitz-Brücke Nädlershorst
- Caspar-David-Friedrich-Denkmal 2010, Greifswald
- Oben auf 2011, Lübeck, Rabenhorst[3]
- Datenträger 2012, Lübeck, Kronsforder Allee 49a[4]
- Johannes Brahms 2012, Lübeck, Wallstraße[5]

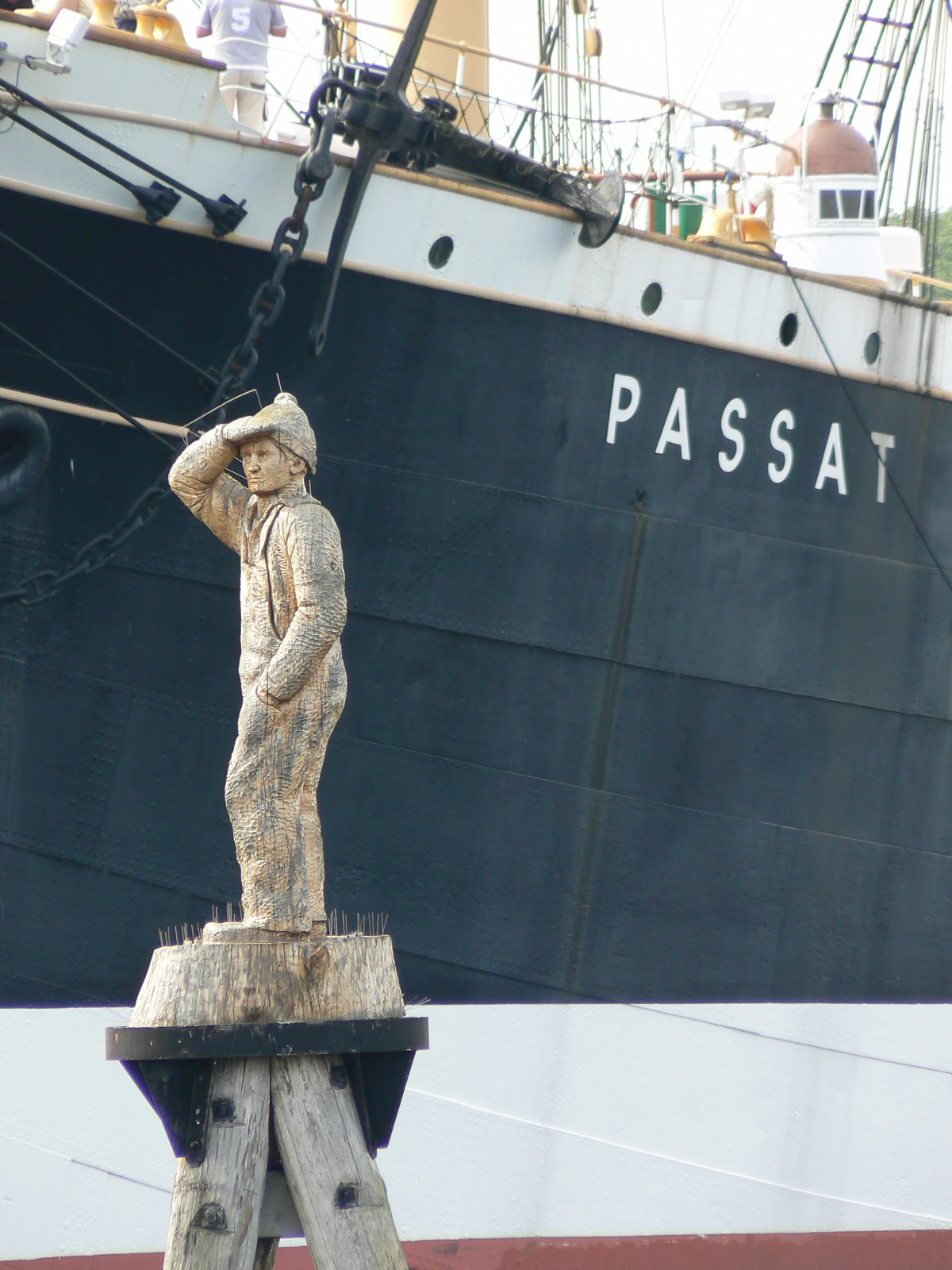
Fiete. Der letzte Matrose der Passat
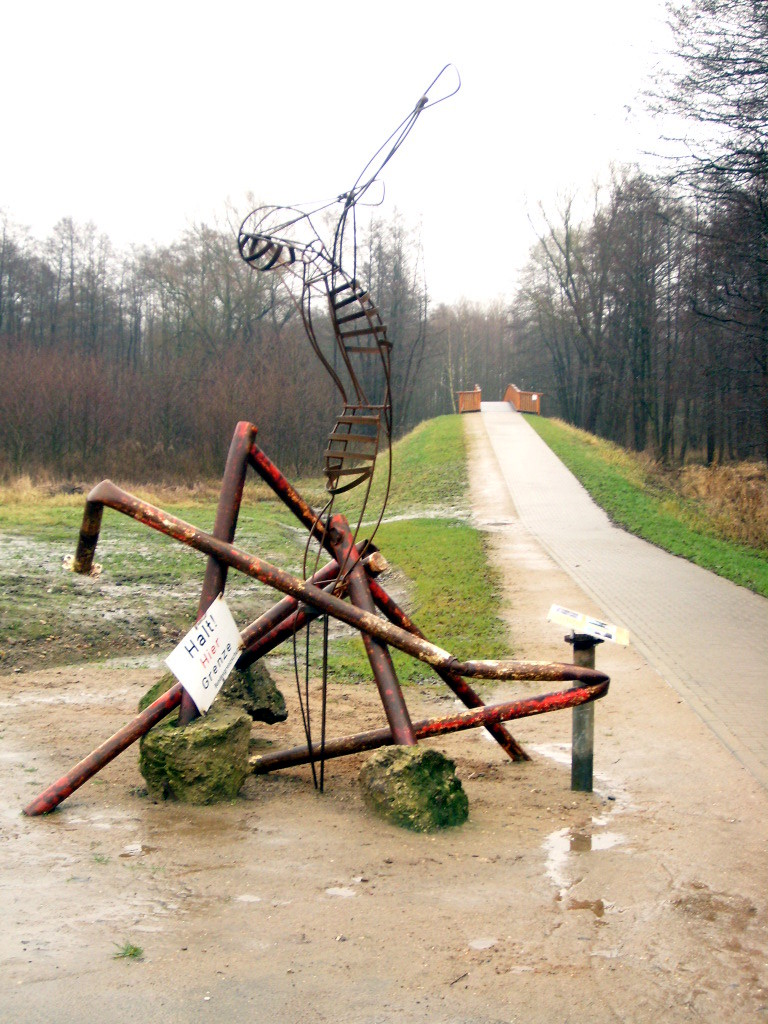
Grenzen überwinden
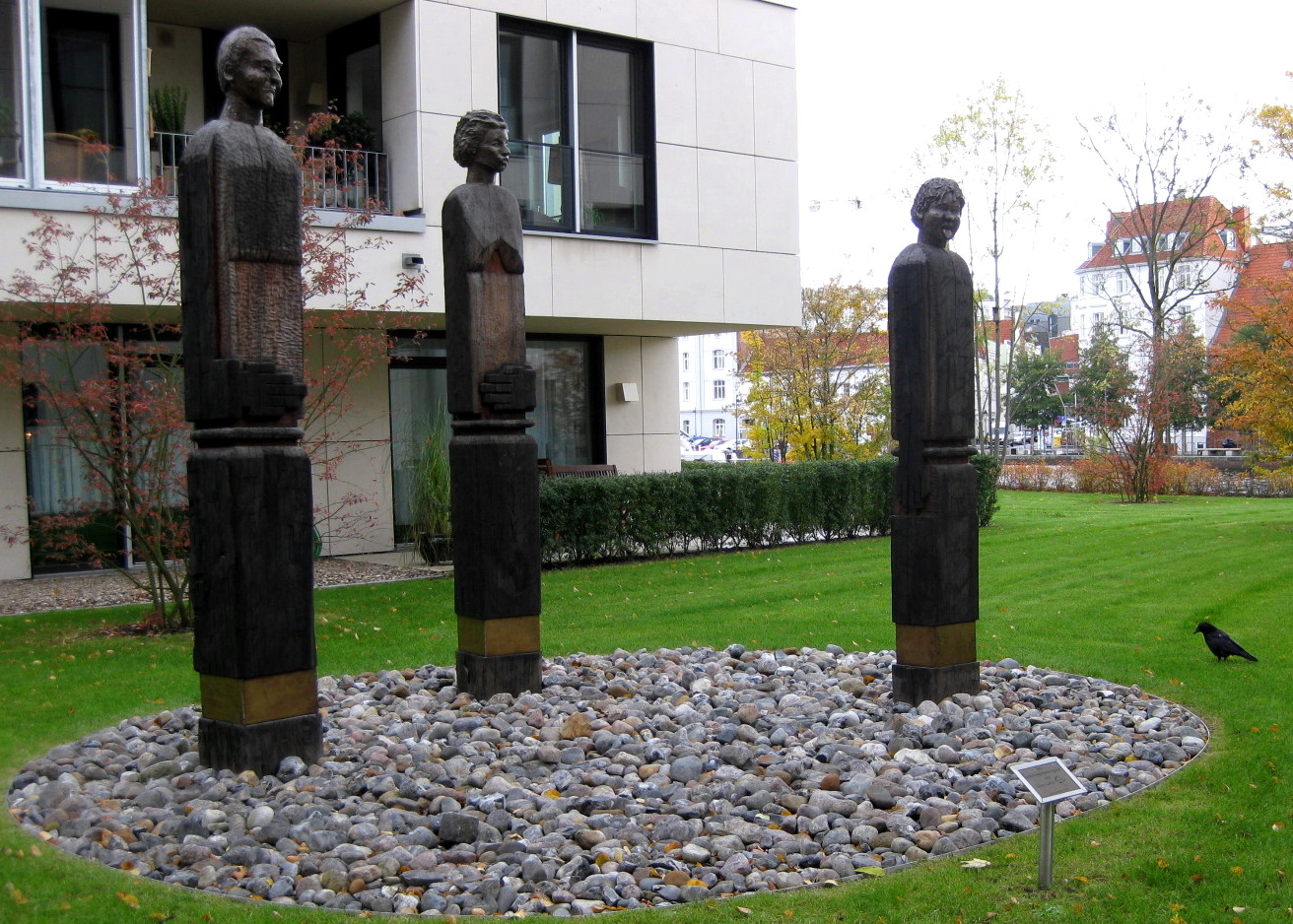
Sonntagsspaziergang
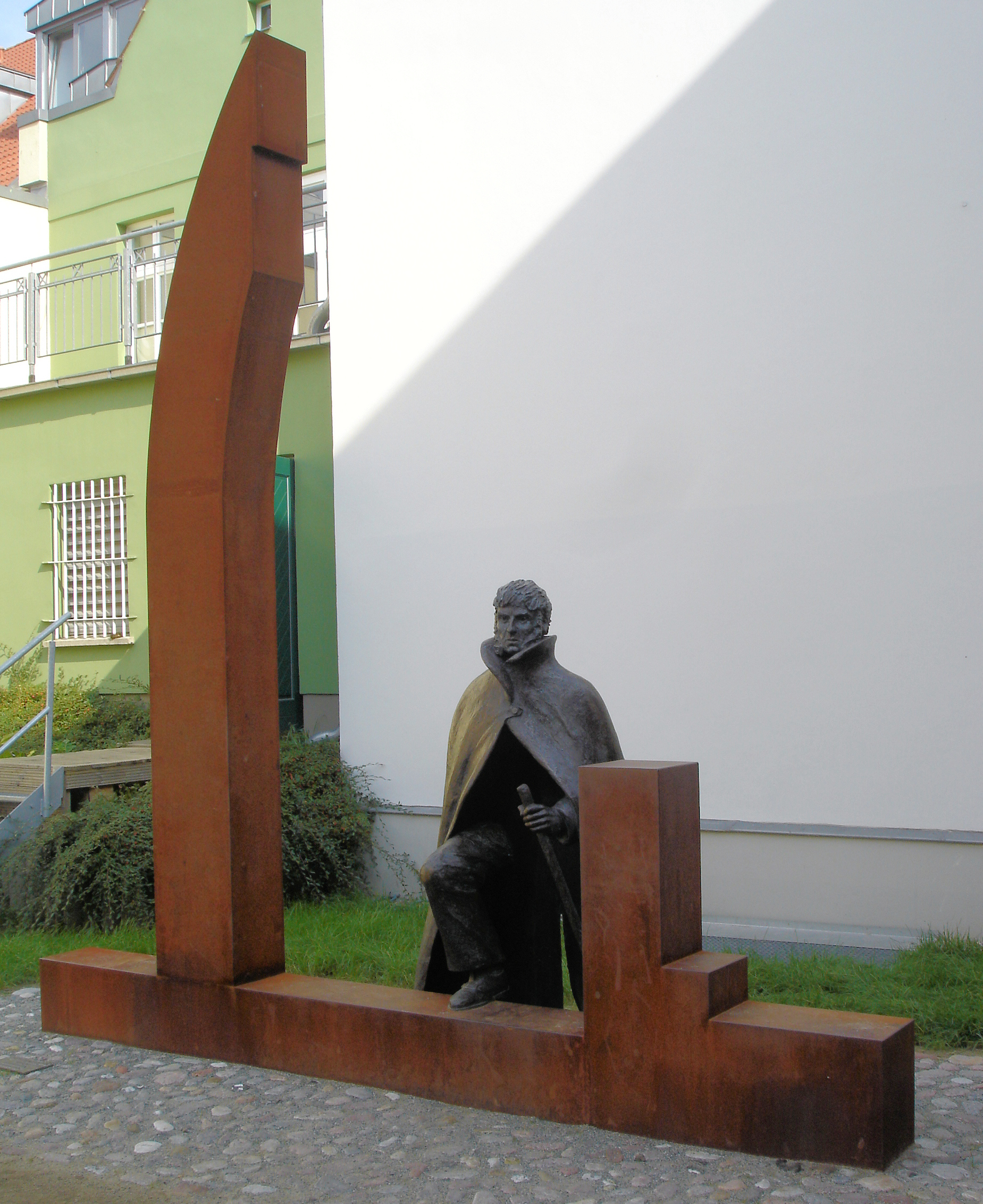
Caspar-David-Friedrich-Denkmal
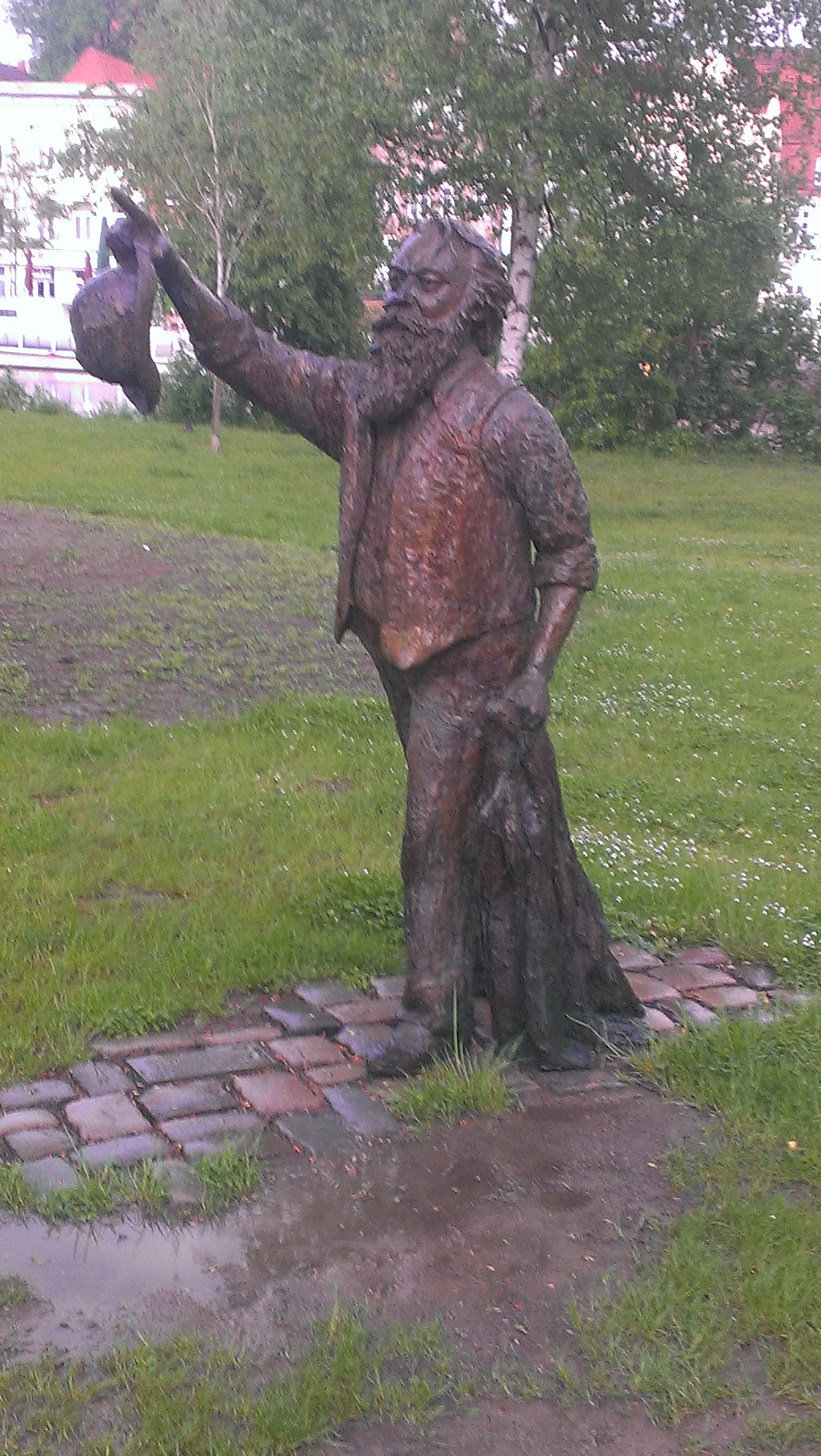
Johannes Brahms